# Jana
La Jana (in russo Яна?, anche traslitterato come Yana; in sacha Дьааҥы, Dʾaañı) è un fiume della Siberia Orientale. Scorre nell'Ust'-Janskij ulus e nel Verchojanskij ulus della Sacha (Jacuzia), in Russia. 

## Descrizione
Nasce dal versante orientale dei monti di Verchojansk dalla confluenza dei due rami sorgentiferi Dulgalach e Sartang e si dirige verso nord, dapprima attraversando la regione rilevata omonima, successivamente percorrendo un bacino prevalentemente piatto, paludoso e ricco di laghi (circa 40.000), chiamato bassopiano della Jana e dell'Indigirka; dopo 872 km di corso sfocia nel mare di Laptev, nel golfo al quale dà il nome (Golfo della Jana, in russo Янский залив, Janskij Zaliv), formando un delta di 10.200 km2 di superficie.
La Jana attraversa uno dei cosiddetti poli del freddo dell'emisfero settentrionale della Terra: nella località di Verchojansk, nel suo alto corso, si hanno le temperature medie invernali più basse di tutte le località abitate terrestri. Questa rigidità climatica fa sì che il fiume sia gelato per la maggior parte dell'anno, mediamente da ottobre a fine maggio/primi di giugno; l'intero bacino, inoltre, si trova nella zona del permafrost.
Fra i maggiori affluenti sono Adyča, Ol'dë, Abyrabyt da destra, Tykach, Bytantaj e Baky da sinistra.
Il bacino della Jana è quasi spopolato: i centri più importanti, oltre alla già citata Verchojansk, sono Batagaj, Ust'-Kujga e, nei pressi della foce, Nižnejansk.